# Tomizawa Masaya
Masaya Tomizawa (sinh ngày 14 tháng 7 năm 1993) là một cầu thủ bóng đá người Nhật Bản.

## Sự nghiệp câu lạc bộ
Masaya Tomizawa đã từng chơi cho V-Varen Nagasaki.